# 1,3,5-トリオキサントリオン
1,3,5-トリオキサントリオン(1,3,5-Trioxanetrione)または1,3,5-トリオキサシクロヘキサン-2,4,6-トリオン(1,3,5-trioxacyclohexane-2,4,6-trione)は、C3O6の化学式を持つ仮説上のオキソカーボンである。二酸化炭素の環状三量体または1,3,5-トリオキサンの三重ケトンと見なすことができる。
理論計算によると、この物質は室温で不安定（半減期8秒以内）であるが、-196℃では安定であることが示される。